# Marcílio Moraes
Marcílio Moraes (Petrópolis, 27 de julho de 1944) é um autor-roteirista de telenovelas brasileiro. Também é contista, romancista e dramaturgo.

## Biografia
Marcílio Moraes nasceu e foi criado na Rua Teresa, tradicional via urbana da cidade de Petrópolis. Naquela época a rua não era um importante centro comercial local como nos dias atuais. Sua tataravó alemã fez parte das primeiras imigrações de colonos alemães para Petrópolis, em meados do século XIX. Iniciou seus estudos em sua cidade natal, no Colégio Estadual Pedro II e no Liceu Municipal Prefeito Cordolino Ambrósio. Apesar de atualmente residir na cidade do Rio de Janeiro, Marcílio possui uma residência de campo em Petrópolis, no bairro da Fazenda Inglesa.
Estudou Letras na antiga Faculdade Nacional de Filosofia, tendo participado ativamente do movimento estudantil a partir de 1965, como vice-presidente do Diretório Acadêmico Livre e depois como membro da diretoria da União Nacional dos Estudantes.  Foi professor, tradutor, jornalista, crítico de teatro, publicitário, revisor, dicionarista e assessor técnico da 'Fundação Nacional de Arte' (Funarte).
Publicou seu primeiro conto na revista Cadernos Brasileiros, em 1968. Em 1974, começou a escrever para teatro. Entre suas peças estão 'A Vaca Metafísica' - encenada por Flávio Rangel, no Rio de Janeiro, Silnei Siqueira, em São Paulo e vários outros diretores por todo o Brasil -, 'Sonata sem dó', 'Aracelli'. Ganhou prêmios do antigo Serviço Nacional de Teatro e prêmio de “Revelação de Autor”, da Associação Paulista de Críticos de Arte (APCA). Em televisão, ganhou o “Troféu Imprensa”.
Na década de 1980 passou a escrever para televisão, iniciando sua carreira na Rede Globo, onde escreveu telenovelas, minisséries e especiais. Em 2002 desliga-se da emissora. No ano seguinte publica "O Crime na Gávea", seu primeiro romance policial.
Contratado pela Rede Record em 2005, obteve grande êxito nesta emissora com as telenovelas Essas Mulheres, escrita em parceria com Rosane Lima, e sendo inspirada na obra de José de Alencar, Vidas Opostas e Ribeirão do Tempo, além das séries A Lei e o Crime e Fora de Controle. Ocupou o cargo de presidente da Associação dos Roteiristas, AR, durante vários anos, até 2011.
Em 2013, iniciou a produção do filme 'O Crime da Gávea', baseado no seu romance policial homônimo.
Em 2014, escreveu a minissérie política Plano Alto, em que retrata três gerações de uma mesma família envolvida na política.

## Filmografia

### Telenovelas
| Ano  | Trabalho          | Emissora   | Escalação           | Parceiros Titulares              | Nota        |
| ---- | ----------------- | ---------- | ------------------- | -------------------------------- | ----------- |
| 1985 | Roque Santeiro    | Rede Globo | Colaborador         | Dias Gomes Aguinaldo Silva       |             |
| 1986 | Roda de Fogo      | Rede Globo | Colaborador         | Lauro César Muniz                |             |
| 1987 | Mandala           | Rede Globo | Colaborador         | Dias Gomes                       |             |
| 1990 | Mico Preto        | Rede Globo | Autor principal     | Euclydes Marinho Leonor Bassères |             |
| 1993 | Sonho Meu         | Rede Globo | Autor principal     | Lauro César Muniz                |             |
| 1995 | Irmãos Coragem    | Rede Globo | Colaborador         | Dias Gomes                       |             |
| 1998 | Malhação 1998     | Rede Globo | Supervisão de Texto | Emanuel Jacobina                 | Temporada 4 |
| 2005 | Essas Mulheres    | RecordTV   | Autor principal     | Rosane Lima                      |             |
| 2006 | Vidas Opostas     | RecordTV   | Autor principal     |                                  |             |
| 2010 | Ribeirão do Tempo | RecordTV   | Autor principal     |                                  |             |

### Séries e Minisséries
| Ano  | Trabalho                      | Emissora   | Escalação       | Parceiros titulares | Notas                                  |
| ---- | ----------------------------- | ---------- | --------------- | ------------------- | -------------------------------------- |
| 1986 | Tele Tema                     | Rede Globo | Roteirista      |                     | Episódio: "Laércio É Nosso Rei"        |
| 1986 | A Grande Família              | Rede Globo | Roteirista      |                     | Episódio: "Especial de Natal"          |
| 1988 | Caso Especial                 | Rede Globo | Roteirista      |                     | Episódio: "O Dia Mais Quente do Ano"   |
| 1992 | As Noivas de Copacabana       | Rede Globo | Colaborador     | Dias Gomes          |                                        |
| 1998 | Dona Flor e Seus Dois Maridos | Rede Globo | Colaborador     | Dias Gomes          |                                        |
| 1999 | Chiquinha Gonzaga             | Rede Globo | Colaborador     | Lauro César Muniz   |                                        |
| 2001 | Brava Gente                   | Rede Globo | Roteirista      |                     | Episódio: "As Aventuras de um Barnabé" |
| 2009 | A Lei e o Crime               | RecordTV   | Autor principal |                     |                                        |
| 2012 | Fora de Controle              | RecordTV   | Autor principal | Gustavo Reiz        |                                        |
| 2013 | O Amor e a Morte              | RecordTV   | Autor principal |                     | Especial de fim de ano                 |
| 2014 | Plano Alto                    | RecordTV   | Autor principal |                     |                                        |